# 兵庫縣知事列表
兵庫縣知事列表包括兵庫縣的歷代知事。

## 官選知事
由官方派任的知事：
初代知事　伊藤博文（在任時間1868年5月23日（舊曆）～1869年4月10日（舊曆））
- 久我通城（在任時間1869年4月10日（舊曆）～1869年5月19日（舊曆））
- 中島錫胤（在任時間1869年5月21日（舊曆）～1869年6月1日（舊曆））
- 陸奥宗光（在任時間1869年6月20日（舊曆）～1869年7月17日（舊曆））
- 稅所篤（在任時間1869年7月17日（舊曆）～1870年8月19日（舊曆））
- 中山信彬（在任時間1870年閏10月8日（舊曆）～1871年10月22日（舊曆））
- 神田孝平（在任時間1871年11月20日（舊曆）～1876年9月3日）
- 森岡昌純（在任時間1876年9月9日～1885年4月7日）
- 内海忠勝（在任時間1885年4月18日～1889年12月26日）
- 林董（在任時間1889年12月26日～1891年6月15日）
- 周布公平（在任時間1891年6月15日～1897年4月7日）
- 大森鍾一（在任時間1897年4月7日～1900年10月25日）
- 服部一三（在任時間1900年10月25日～1916年4月28日）
- 清野長太郎（在任時間1916年4月28日～1919年4月18日）
- 有吉忠一（在任時間1919年4月18日～1922年6月16日）
- 折原巳一郎（在任時間1922年6月17日～1923年10月25日）
- 平塚廣義（在任時間1923年10月25日～1925年9月16日）
- 山縣治郎（在任時間1925年9月16日～1927年5月17日）
- 長延連（在任時間1927年5月17日～1929年7月5日）
- 高橋守雄（在任時間1929年7月5日～1931年1月20日）
- 岡正雄（在任時間1931年1月20日～1931年8月28日）
- 小柳牧衞（在任時間1931年8月28日～1931年12月18日）
- 白根竹介（在任時間1931年12月18日～1935年1月15日）
- 湯澤三千男（在任時間1935年1月15日～1936年3月13日）
- 岡田周造（在任時間1936年3月13日～1938年6月24日）
- 關屋延之助（在任時間1938年6月24日～1939年4月17日）
- 坂千秋（在任時間1939年4月17日～1942年6月15日）
- 成田一郎（在任時間1942年6月15日～1945年1月6日）
- 藤岡長敏（在任時間1945年1月6日～1945年4月21日）
- 持永義夫（在任時間1945年4月21日～1945年10月27日）
- 齋藤亮（在任時間1945年10月27日～1946年1月25日）
- 岸田幸雄（在任時間1946年1月25日～1947年3月14日）
- 遠藤直人（在任時間1947年3月14日～1947年4月12日）

## 公選知事
由人民投票選出的知事：
- 岸田幸雄（在任時間1947年4月12日～1954年11月5日 当選2回）
- 阪本勝（在任時間1954年12月2日～1962年10月6日 当選2回）
- 金井元彦（在任時間1962年11月24日～1970年11月23日 当選2回）
- 坂井時忠（在任時間1970年11月24日～1986年11月23日 当選4回）
- 貝原俊民（在任時間1986年11月24日～2001年7月31日 当選4回）
- 井戶敏三（在任時間2001年8月1日～2021年7月31日 当選5回）
- 齋藤元彥（在任時間2021年8月1日～現任 当選2回）